# 篠原弘道 (実業家)
篠原 弘道（しのはら ひろみち、1954年〈昭和29年〉3月15日 - ）は、日本の実業家。日本電信電話取締役会長、一般社団法人日本経済団体連合会副会長。福岡県出身。

## 経歴
早稲田大学理工学部電子通信学科卒業を経て早稲田大学理工学研究科を修了。1978年に日本電信電話公社入社。2018年6月に鵜浦博夫の人事が当時の政府に拒否されたため、異例の人事で日本電信電話取締役会長に昇進し、同月総務省幹部に対する接待を行った（後述）。2022年6月、相談役。

## 総務省接待問題
取締役会長に昇格した2018年6月に、NTT側の費用負担で、坂井学総務副大臣と会食を行っていたことが、2021年3月に週刊文春で報じられ、特別調査委員会委員長である榊原定征委員長の調査を受け、同年6月に厳重注意処分に処された。同月、今度は平井卓也デジタル大臣や内閣官房の幹部を接待していたと週刊文春で報じられたが、記者会見において平井は、NTTと8回会食を行ったものの割り勘であったため大臣規範には抵触していないと説明した。

## 略歴
- 1976年（昭和51年）3月 - 早稲田大学理工学部電子通信学科卒業[8]。
- 1978年（昭和53年）3月 - 早稲田大学理工学研究科（電子通信専攻）修士課程修了[8]。
- 1978年（昭和53年）4月 - 日本電信電話公社入社 茨城電気通信研究所所属[9]。
- 1985年（昭和60年）4月 - 日本電信電話株式会社設立 入社。
- 1988年（昭和63年）4月 - 日本電信電話株式会社 伝送システム研究所主幹研究員[8]。
- 1993年（平成5年）2月 - 日本電信電話株式会社 技術調査部担当部長[8]。
- 1996年（平成8年）7月 - 日本電信電話株式会社 光ネットワークシステム研究所担当部長[8]。
- 1997年（平成9年）7月 - 日本電信電話株式会社 アクセス網研究所担当部長[8]。
- 2003年（平成15年）4月 - 日本電信電話株式会社 情報流通基盤総合研究所アクセスサービスシステム研究所主席研究員[10]。
- 2003年（平成15年）6月 - 日本電信電話株式会社 情報流通基盤総合研究所アクセスサービスシステム研究所所長[10]。
- 2007年（平成19年）6月 - 日本電信電話株式会社 情報流通基盤総合研究所所長[11]。
- 2009年（平成21年）6月 - 日本電信電話株式会社取締役 研究企画部門部門長[12]、一般社団法人電子情報通信学会東京支部長[13]。
- 2011年（平成23年）6月 - 日本電信電話株式会社取締役 研究企画部門部門長兼情報流通基盤総合研究所所長[14]。
- 2011年（平成23年）10月 - 日本電信電話株式会社取締役 研究企画部門部門長[15]。
- 2012年（平成24年）6月 - 日本電信電話株式会社常務取締役 国際標準化担当兼研究企画部門部門長[16]。
- 2014年（平成26年）6月 - 日本電信電話株式会社代表取締役副社長兼CTO 技術戦略、国際標準化担当兼研究企画部門部門長[17]。
- 2016年（平成28年）3月 - 一般社団法人ICT-ISAC理事[18]。
- 2016年（平成28年）6月 - 一般社団法人電子情報通信学会代表理事兼次期会長[19]。
- 2016年（平成28年）6月 - 日本電信電話株式会社代表取締役副社長兼CTO兼CISO（英語版） 技術戦略、国際標準化担当兼研究企画部門部門長[20]。
- 2017年（平成29年）6月 - 一般社団法人電子情報通信学会代表理事兼会長[21]。
- 2018年（平成30年）3月 - 日本電信電話株式会社代表取締役副会長兼副社長兼CTO兼CISO 技術戦略、国際標準化担当兼研究企画部門部門長[22]。
- 2018年（平成30年）5月 - 一般社団法人日本経済団体連合会 審議員会副議長[23]。
- 2018年（平成30年）6月 - 日本電信電話株式会社取締役会長 取締役会議長[24]（～2022年6月[25]）。
- 2019年（平成31年）2月 - 内閣府 総合科学技術・イノベーション会議有識者議員[26]（～2022年3月5日[27]）。
- 2019年（平成31年）5月 - 一般社団法人日本経済団体連合会副会長[28]（現任）。
- 2022年（令和4年）6月 - 日本電信電話株式会社相談役。

## 現職
- 日本電信電話株式会社相談役
- 一般社団法人日本経済団体連合会副会長[29]
- 公益財団法人日本科学技術振興財団理事[30]
- 公益財団法人高柳健次郎財団非常勤理事[31]
- 内閣府 総合科学技術・イノベーション会議有識者議員[32]
- 一般財団法人日本ITU協会顧問[33]
- 特定非営利活動法人日本水フォーラム評議員[34]

## 著作

### 単著
- 『新版 やさしい光ファイバ通信』電気通信協会、2006年11月1日。ISBN 9784885493065。

### 共著
- 秋野吉郎、篠原弘道、三宅功『次世代ネットワークサービス技術』電気通信協会〈未来ねっと技術シリーズ〉、2000年7月1日。ISBN 9784885499098。
- 篠原弘道、大塚宗丈、小野寺正、荒野高志、成田雅和 著、日経コミュニケーション 編『新情報通信早わかり講座 4』日経BP〈日経コミュニケーションブックス〉、2001年4月20日。ISBN 9784822213855。

### 監修
- 小林透、瀬古俊一、川添雄彦『HTML5によるマルチスクリーン型次世代Webサービス開発』翔泳社、2013年1月29日。
- 渡辺昌洋、齋藤晴美、林阿希子、浅野陽子 著、NTTサービスエボリューション研究所 編『ウェブユニバーサルデザイン』近代科学社、2014年7月2日。ISBN 9784764904569。
- NTT技術予測研究会『2030年の情報通信技術 生活者の未来像』NTT出版、2015年7月24日。ISBN 9784757103597。